# Douglas John Bell
Douglas John Bell (ur. 16 września 1893, zm. 27 maja 1918) – kapitan Royal Flying Corps, czołowy as myśliwski  No. 3 Squadron RAF. Był dwukrotnie odznaczony Military Cross.

## Życiorys
Douglas John Bell rozpoczął służbę w Royal Flying Corps 1 czerwca 1916 roku. Od października 1916 roku służył w No. 27 Squadron RAF - dywizjonie bombowym latającym na samolotach Martinsyde G.100. W czasie służby w jednostce brał udział w kilku walkach powietrznych, w których odniósł 3 zwycięstwa powietrzne. Pierwsze 1 maja 1917 roku, a następne dwa 4 czerwca 1917 (nad samolotami Albatros D.III. Jedno ze zwycięstw 4 czerwca odniósł wspólnie z porucznikiem D. V. D. Marshallem. Po odbyciu służby w jednostce liniowej został przeniesiony do stancjonującej w Wielkiej Brytanii jednostki No. 78 Squadron RAF należącej do Home Defence. W nocy z 25 na 26 września w czasie lotu patrolowego na samolocie Sopwith 1½ Strutter, razem z podporucznikiem G. G. Williamsem prawdopodobnie zestrzelili niemiecki bombowiec dalekiego zasięgu Gotha, jednak to zwycięstwo nie zostało potwierdzone. 
Wczesną wiosną 1918 roku Bell powrócił do służby w jednostce liniowej No. 3 Squadron RAF, gdzie został mianowany dowódcą jednej z eskadr. Od marca do końca kwietnia odniósł 17 zwycięstw powietrznych w tym 4 wspólnie z innymi pilotami jednostki. Wśród potwierdzonych były dwa balony obserwacyjne. Ostatnie zwycięstwo odniósł wspólnie z porucznikami L. A. Hamiltonem oraz W. Hubbardem nad niemieckim samolotem obserwacyjnym klasy C. W czasie tej akcji samolot Bell został trafiony i rozbił się o ziemię w okolicach Thiepval we Francji. Bell zginął na miejscu. Został pochowany na cmentarzu Arras Flying Services Memorial.